# Vitreoporus
Vitreoporus Zmitr. – rodzaj grzybów z rodziny Irpicaceae.

## Charakterystyka
Grzyby kortycjoidalne o owocniku jak u Tyromyces (rozpostartym lub siedzącym, w stanie świeżym o konsystencji od wodnistej do woskowatej, po wyschnięciu sztywnej i delikatnej). Hymenofor poroidalny. Kontekst w górnej części miękko-włóknisty, biały lub w kolorze kości słoniowej, z czarną linią w pobliżu rurek; warstwa rurek cytrynowa, miodowo-brązowa lub z liliowymi odcieniami, chrzęstna. System strzępkowy pseudodimityczny, strzępki generatywne ze sprzążkami, szkliste, często ziarenkowato inkrustowane, niecyjanofilne. Rzekome szkieletocystydy grubościenne, żółtawe, z pojedynczymi sprzążkami, cyjanofilne. W subhymenium są wrzecionowate, strzępkowate leptocystydy. Podstawki krótko maczugowate, na środku zwężone 4-sterygmowe ze sprzążką bazalną. Bazydiospory allantoidalne, cienkościenne, nieamyloidalne, niecyjanofilne. Powodują białą zgniliznę drewna.
Według Zmitrovicha (2018), podobny jest Gloeoporus, ale różni się cieńszą warstwą kontekstowo-subulikarną, tylko lekko zakrzywionymi bazydiosporami, dłuższymi podstawkami i strzępkami z prostymi przegrodami lub guzkami na przegrodach.

## Systematyka i nazewnictwo
Pozycja w klasyfikacji według Index Fungorum: Irpicaceae, Polyporales, Incertae sedis, Agaricomycetes, Agaricomycotina, Basidiomycota, Fungi.
Gatunki:
- Vitreoporus africanus (P.E. Jung & Y.W. Lim) Zmitr. 2018
- Vitreoporus citrinoalbus (Yuan Yuan & Jia J. Chen) Zmitr. 2018
- Vitreoporus dichrous (Fr.) Zmitr. 2018 – tzw. klejoporek dwubarwny
- Vitreoporus orientalis (P.E. Jung & Y.W. Lim) Zmitr. 2018

Nazwy naukowe na podstawie Index Fungorum. Nazwy polskie według Władysława Wojewody.